# Saltator similis
El pepitero verdoso (en Paraguay, Bolivia y Argentina), saltador de alas verdes o rey del bosque verdoso (en Uruguay) (Saltator similis), es una especie de ave paseriforme de la familia Thraupidae perteneciente al  numeroso género Saltator, anteriormente colocada en la familia Cardinalidae. Es nativo del centro-este de América del Sur.

## Distribución y hábitat
Su área de distribución se extiende desde el este de Bolivia, el centro, este y sur de Brasil (al sur desde Mato Grosso, Goiás y Bahía), Paraguay, Uruguay, y el noreste de Argentina (hasta Entre Ríos.
Esta especie puede ser poco común a bastante común en sus hábitats naturales: el dosel y los bordes de bosques húmedos y claros adyacentes, hasta los 1200 m de altitud.

## Descripción

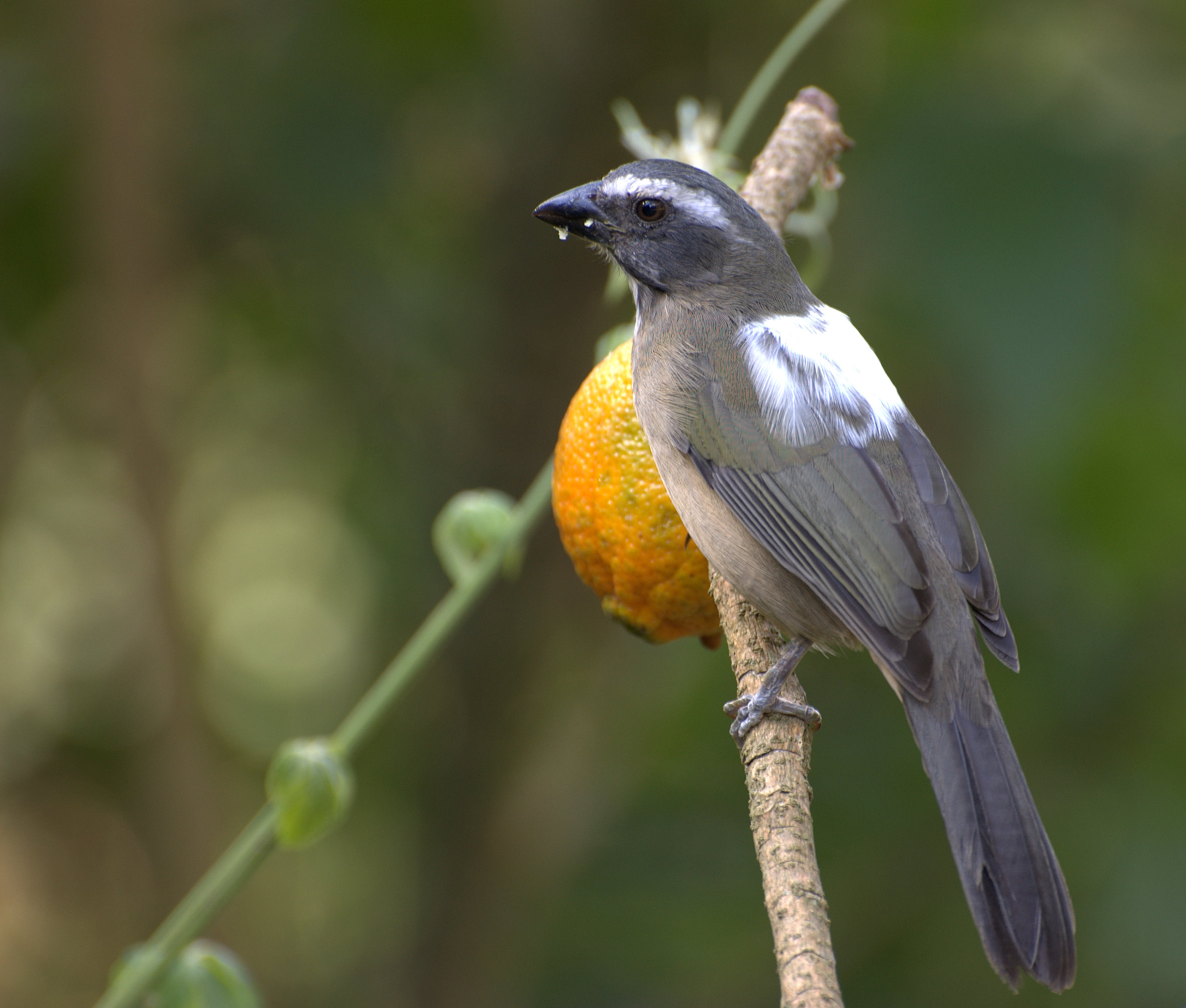
Individuo con leucismo dorsal en São Paulo, Brasil.

Mide en promedio 21 cm de longitud y pesa entre 45 y 55 g. El pico y las patas son grises. El iris es pardo. El dorso es gris con tono oliva, presenta una larga lista superciliar blanca y líneas malares oscuras. La garganta es blanquecina y el resto de la parte ventral gris ocráceo. Las alas son pardas oscuras con las barbas externas y las cubiertas olivas y la cola es parda oscura.

## Comportamiento
Es un ave básicamente arborícola que forrajea en todos los niveles del bosque, llegando más bajo en los bordes. Sabe acompañar bandadas mixtas con frecuencia.

### Alimentación
Su dieta consiste de semillas, frutos, brotes de hojas, y algunos insectos.

### Reproducción
La nidificación ocurre entre los meses de octubre y noviembre. Construye su nido de forma semi-esférica en las ramas de los árboles, para ello emplea palitos y fibras vegetales. La puesta es de tres huevos de color celeste con manchitas negras en el polo mayor, que miden en promedio 26 x 19 mm. El período de incubación es de trece días y los polluelos permanecen en el nido quince días. Sufre ocasionalmente parasitismo de puesta por el tordo renegrido (Molothrus bonariensis).

### Vocalización
El canto, agradable, potente y musical, oído con frecuencia, es una frase corta de notas silbadas limpias. Debido a su apreciado canto, la población en Brasil ha disminuido debido a la captura como ave de jaula.

## Sistemática

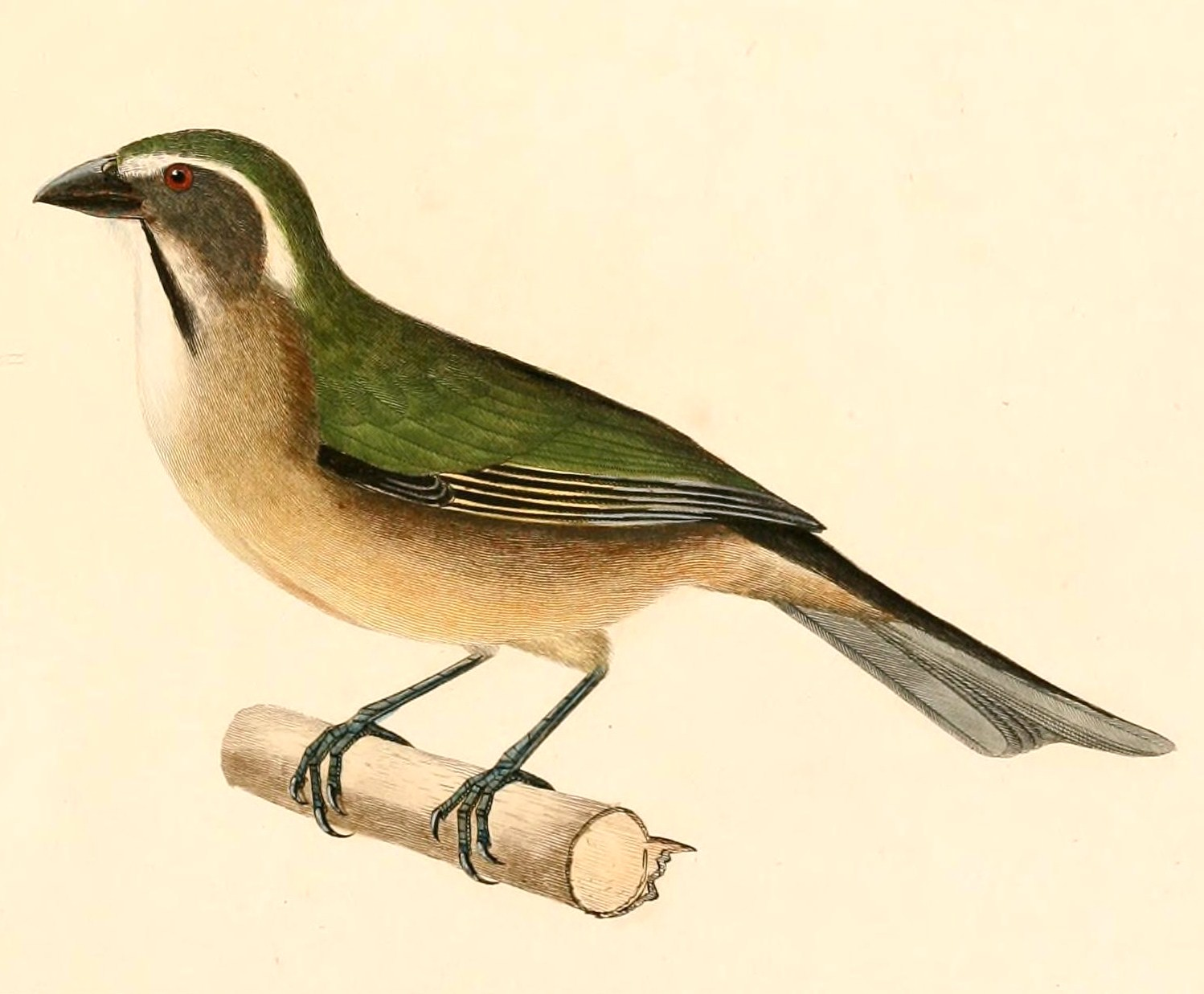
Saltator similis, ilustración en d'Orbigny Voyage dans l'Amérique méridionale, 1847.

### Descripción original
La especie S. similis fue descrita por primera vez por los ornitólogos franceses Alcide d'Orbigny y Frédéric de Lafresnaye en 1837 bajo el mismo nombre científico; su localidad tipo es: «Corrientes, Argentina».

### Etimología
El nombre genérico masculino «Saltator» proviene del latín «saltator, saltatoris» que significa ‘bailarín’; y el nombre de la especie «similis» en latín significa ‘similar, parecido’.

### Taxonomía
El género Saltator era tradicionalmente colocado en la familia Cardinalidae, pero las evidencias genéticas demostraron que pertenece a Thraupidae, de acuerdo con Klicka et al (2007). Estas evidencias también muestran que la presente especie es hermana de un clado formado por Saltator coerulescens y el par S. albicollis y S. striatipectus.

### Subespecies
Según las clasificaciones del Congreso Ornitológico Internacional (IOC) y Clements Checklist/eBird v.2019 se reconocen dos subespecies, con su correspondiente distribución geográfica:
- Saltator similis similis d'Orbigny & Lafresnaye, 1837 – este de Bolivia al sureste de Brasil, Paraguay, Uruguay y noreste de Argentina.
- Saltator similis ochraceiventris Berlepsch, 1912 – sureste de Brasil (del sur de São Paulo hasta Río Grande do Sul).